# Die TeXnische Komödie
Die TeXnische Komödie (DTK) ist die Mitgliederzeitschrift der Deutschsprachigen Anwendervereinigung TeX e. V. (DANTE). 
Die Zeitschrift enthält sowohl vereinsinterne Mitteilungen und Tagungsberichte als auch wissenschaftliche und praktische Beiträge zu allen Aspekten des Textsatzsystems TeX und der begleitenden Software (vor allem zu LaTeX, aber auch zu ConTeXt, LuaTeX, XeTeX oder BibTeX/Biber) sowie Rezensionen neuer Literatur. Die Autoren sind in der Regel Vereinsmitglieder von DANTE, Entwickler oder Anwender.
Die Zeitschrift besteht seit der Gründung des Vereins 1989. Sie erscheint viermal pro Jahr in einer Auflage von 2400 Exemplaren und wird an alle Mitglieder von DANTE kostenlos verteilt. Nichtmitglieder können einzelne Hefte nachbestellen. Einmal im Jahr liegt die TeX Collection mit der aktuellen TeX-Distribution TeXLive sowie einem Abzug des TeX-Repository CTAN auf DVD bei.
Bei dem Namen der Zeitschrift handelt es sich um eine Anspielung auf die Göttliche Komödie des italienischen Dichters und Philosophen Dante Alighieri und den Namen des Herausgebers.